# Aechmea maasii
Aechmea maasii, popularmente chamada gravatá, é uma espécie de planta do gênero Aechmea e da família das bromeliáceas (Bromeliaceae). Foi descrita em 1997 por Walter Till e Eric Gouda. A espécie é endêmica do Brasil e encontrada nos estados de Espírito Santo e Rio de Janeiro. É epífita, terrícola e herbácea e ocorre no domínio fitogeográfico de Mata Atlântica, em regiões com vegetação de floresta estacional semidecidual, floresta ombrófila pluvial e restinga.
Aechmea maasii apresenta inflorescência flocosa; brácteas do pedúnculo vermelhas, denticuladas em direção ao ápice, e brácteas florais depressa-ovadas, tricarenadas, mais curtas que as sépalas; coriáceas, castanhas ou verdes com ápice e margens avermelhadas, ápice truncado e apiculado; fruto baga, globoso, vermelho. Em 2005, foi citada como vulnerável na Lista de Espécies da Flora Ameaçadas do Espírito Santo; em 2014, como quase ameaçada na Lista Vermelha de Ameaça da Flora Brasileira do Centro Nacional de Conservação da Flora (CNCFlora);

## Etimologia
O nome popular é um designativo comum das espécies de vários gêneros de bromeliáceas, incluindo Aechmea. Deriva do tupi karagwa'ta em sentido definido. O termo ocorreu em 1618 como garuatas e em 1782 como gravatá. Tem como variantes caraguatá (registrado em 1584 como caraguatâ, em 1594 como caraguata, em 1627 como caragatâ, em 1628 como caragoáta, e em 1631 como caraguoatha), caroatá (em 1675 caroátas e em 1761 caravatá), coroatá (em 1730 coroatâ), craguatá, crauatá (em 1781 crabatá, em 1817 acroatá e em 1875 crauatás) e curuatá.